# فندق طابا وقرية نيلسون
فندق طابا وقرية نيلسون ( (بالعربية: هيلتون طابا) ) هو فندق منتجع في طابا ، مصر . بنيت بين عامي 1979 و 1982 ، وكانت حجر عثرة في المفاوضات بين إسرائيل ومصر حول الحدود النهائية بين البلدين. بعد أشهر من التفاوض وقرار الأمم المتحدة بمنح مصر قطاع الأرض الصغير، تم بيع الفندق أخيرًا إلى مصر. كان الفندق جزءًا من علامة هيلتون التجارية لمدة 30 عامًا تقريبًا من عام 1990 حتى عام 2017 ، عندما تم تجديده وإعادة افتتاحه كفندق طابا وقرية نيلسون من قبل Deutsche Hospitality .

## التاريخ
الياهو Paposchado بناء الممتلكات كما Aviya سونستا بيتش ( (بالعبرية: בית מלון סונסטה‏) ) ابتداء من عام 1979 ، 6 كـم (3.7 ميل) من إيلات وبجانب رافي نيلسون الصورة كفار نيلسون ( (بالعبرية: כפר נלסון‏) ) ، بينما كانت سيناء تحت السيطرة الإسرائيلية. تم اعتباره على الفور أحد الفنادق الرائدة في إسرائيل وسيثبت لاحقًا أنه مشكلة في المحادثات التي تلت ذلك بين البلدين. بعد توقيع اتفاقيات السلام في عام 1979 بين الدولتين، سيتم تحديد وضع الفندق والقرية في المفاوضات المستقبلية. في عام 1986 ، قضت لجنة دولية بإعادة الأرض إلى مصر، ولكن سيكون للإسرائيليين حرية زيارة القطاع الصغير دون دفع ضريبة (حتى يومنا هذا، لا يدفع السياح ضريبة عند السفر بين إيلات والفندق). في يناير 1989 تم تسليم الفندق والقرية المجاورة إلى مصر. بقايا ماضي الفندق لا تزال بارزة داخل الفندق. في الطابق السفلي، هناك 8.5 م (28 قدم) الجدار، صنع في 1980-1981 مع نقش العبرية من قبل نحات القدس ، دانيال كافري . أصبح الفندق هيلتون طابا في عام 1990.

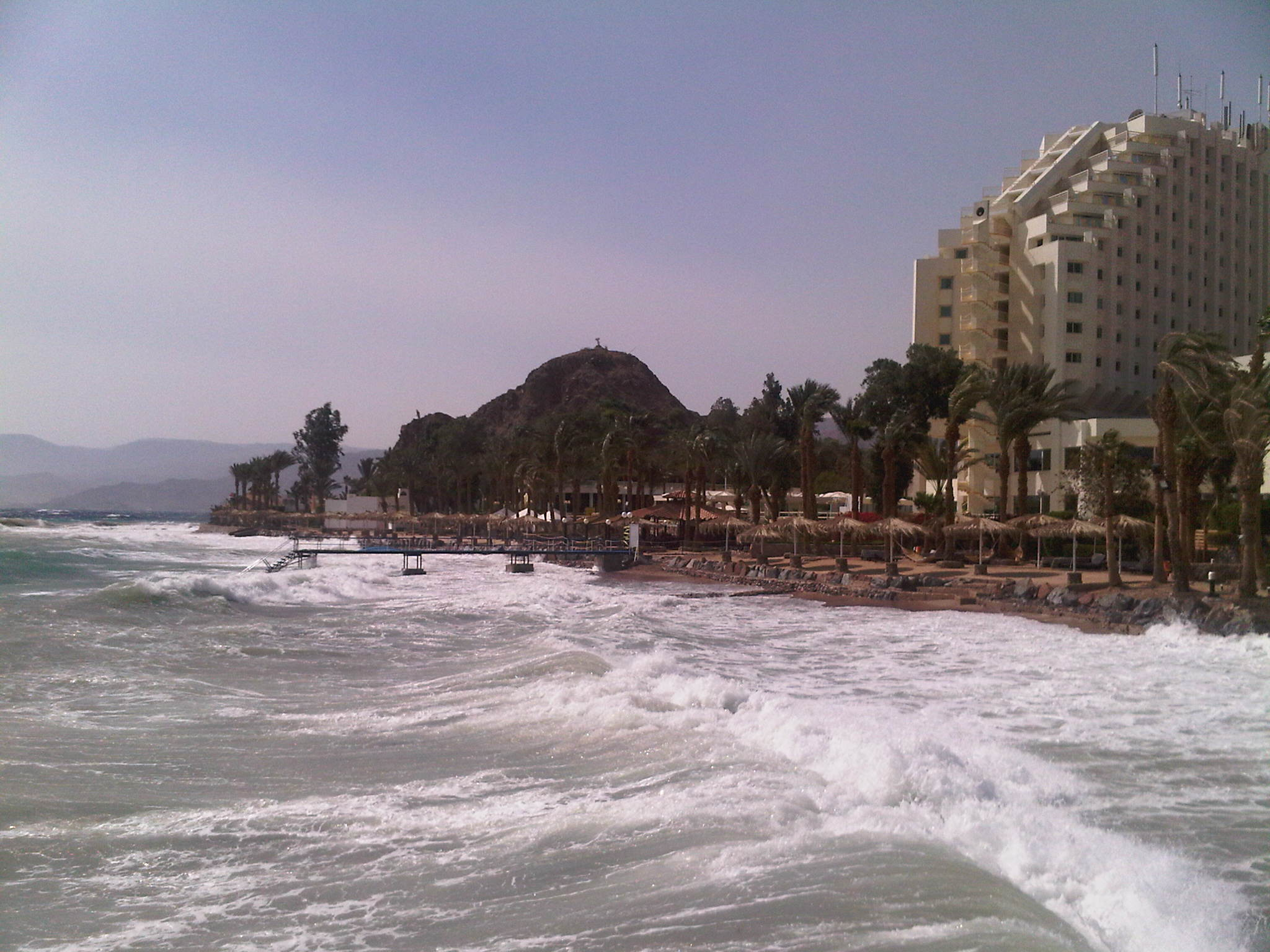
هيلتون طابا (منظر من خليج العقبة)

كانت تحظى بشعبية كبيرة لدى السياح الإسرائيليين حتى استهدفها الإرهابيون في تفجيرات سيناء 2004 . توفي 34 شخصا وجرح المئات في الهجوم. منذ ذلك الحين، خضع الفندق لتجديدات كبيرة وشهد انخفاضًا حادًا في عدد السياح الإسرائيليين. أنكرت Hilton Hotels International مسؤوليتها عن ضحايا الهجوم الإرهابي لأسبابها ورفضت تعويض ضيوفها. سعى بعض الضحايا إلى الحصول على تعويض من خلال الطعن القانونية في ميامي ونيويورك، ولكن تم رفض الدعاوى القضائية في النهاية بسبب عدم عقد اجتماعات . بعد ذلك قضت محكمة إسرائيلية أنه لا يحق للضحايا الحصول على تعويض من شركة هيلتون.
في عام 2017 ، تم شراء الفندق من قِبل دويتشه هوسبيتاليتي، وتم تجديده وإعادة افتتاحه كـ هيلتون طابا وقرية نيلسون . المشغل هو شتاينبرجر للفنادق والمنتجعات.

## روابط خارجية
- موقع فندق طابا وقرية نيلسون